# 잠경아목
잠경아목(潛頸亞目, Cryptodira)은 거북목에 속하는 파충류의 아목이다. 현존하는 거의 대부분의 땅거북과 거북을 포함하고 있다.
잠경아목 거북은 머리와 목을 등 껍질인 갑(甲) 안으로 곧바로 넣을 수 있어, 목을 옆으로 구부려 넣는 곡경아목(曲頸亞目, Pleurodira) 거북과 구별된다.
민물 거북과 늑대거북, 자라, 땅거북, 바다 거북 등을 포함하고 있다.

## 하위 분류
- 늑대거북상과 (Chelydroidea)
  - 늑대거북과 (Chelydridae) - 2속 6종
- 땅거북상과 (Testudinoidea)
  - 땅거북과 (Testudinidae)
  - 돌거북과 (Geoemydidae)
  - 늪거북과 (Emydidae)
  - 큰머리거북과 (Platysternidae) - 단일종
- 자라상과 (Trionychoidea)
  - 돼지코거북과 (Carettochelyidae) - 단일종
  - 자라과 (Trionychidae)
- 풀거북상과 (Kinosternoidea)
  - 강거북과 (Dermatemydidae) - 단일종
  - 풀거북과 (Kinosternidae) - 4속 25종
- 바다거북상과 (Chelonioidea)
  - 바다거북과 (Cheloniidae)
  - 장수거북과 (Dermochelyidae) - 단일종

## 참고 자료
- Baur, George (1890): On the Classification of the Testudinata. Am. Nat. 24(282): 530-536. doi:10.1086/275138 First page image
- Haaramo, Mikko (2008): Mikko's Phylogeny Archive - Cryptodira. Version of 2008-MAR-11. Retrieved 2008-MAY-07.
- Rhodin, Anders G.J.; van Dijk, Peter Paul; Inverson, John B.; Shaffer, H. Bradley; Roger, Bour (2011년 12월 31일). “Turtles of the world, 2011 update: Annotated checklist of taxonomy, synonymy, distribution and conservation status” (PDF). 《Chelonian Research Monographs》 5. 2012년 8월 5일에 원본 문서 (PDF)에서 보존된 문서.
- Rhodin, Anders G.J.; van Dijk, Peter Paul; Parham, James F. (2008년 12월 8일). “Turtles of the world, 2008 checklist” (PDF). 《Chelonian Research Monographs》 5. 2012년 4월 23일에 원본 문서 (PDF)에서 보존된 문서.